# Howard Pearl
Pour les articles homonymes, voir Pearl.
Howard Pearl est un compositeur de musiques pour la télévision et acteur.

## Filmographie

### comme compositeur
- 1979 : A New Kind of Family (série)
- 1980 : Bosom Buddies (série)
- 1982 : Madame's Place (en) (série)
- 1982 : 9 to 5 (série)
- 1987 : Marblehead Manor (série)
- 1994 : Une rue du tonnerre (en) (Thunder Alley) (série)

### comme acteur
- 1992 : The Shower : Mourner

## Récompenses et nominations
Récompenses
Sept ASCAP Film and Television Music Awards de 1990 à 1996.